# North Fort Myers
North Fort Myers är en ort (CDP) i Lee County, i delstaten Florida, USA. Enligt United States Census Bureau har orten en folkmängd på 39 407 invånare (2010) och en landarea på 128 km².